# Trypanosoma acanthobramae
Trypanosoma acanthobramae – kinetoplastyd z rodziny świdrowców należący do królestwa Protista.
Pasożytuje w osoczu krwi ryby Acanthobrama marmid. Jest to pasożyt  kształtu wydłużonego. Długość ciała wynosi 25,89 μm. Wola wić u zbadanych egzemplarzy jest bardzo długa i osiąga 20,37 μm.
Jądro jest wydłużone owalnego kształtu na końcach o długości 5,01 μm, szerokości 2,71 μm. Odległość między jądrem a kinetoplastem wynosi 7,6 μm. 
Występuje w Iraku.